# The Other Half of the Sky: A China Memoir
Pour plus de détails, voir Fiche technique et Distribution.
The Other Half of the Sky: A China Memoir est un film américain réalisé par Shirley MacLaine et Claudia Weill, sorti en 1975.

## Synopsis
Un portrait de la vie en Chine continentale.

## Fiche technique
- Titre : The Other Half of the Sky: A China Memoir
- Réalisation : Shirley MacLaine et Claudia Weill
- Scénario : Shirley MacLaine
- Narration : Shirley MacLaine
- Photographie : Joan Weidman et Claudia Weill
- Montage : Aviva Slesin et Claudia Weill
- Production : Shirley MacLaine
- Société de production : Shirley MacLaine Productions
- Pays :  États-Unis
- Genre : Documentaire
- Durée : 74 minutes
- Dates de sortie : 
  -  États-Unis : 12 mars 1975 (New York)

## Distinctions
Le film a été nommé à l'Oscar du meilleur film documentaire.